# Ciénega de Escobar
Ciénega de Escobar är en ort i Mexiko.   Den ligger i kommunen Tepehuanes och delstaten Durango, i den centrala delen av landet, 1 000 km nordväst om huvudstaden Mexico City. Ciénega de Escobar ligger 2 166 meter över havet och antalet invånare är 135.
Terrängen runt Ciénega de Escobar är kuperad åt nordväst, men åt sydost är den platt. Runt Ciénega de Escobar är det mycket glesbefolkat, med 2 invånare per kvadratkilometer. Ciénega de Escobar är det största samhället i trakten. Omgivningarna runt Ciénega de Escobar är i huvudsak ett öppet busklandskap.